# Harju (Hiiumaa)
Koordinaten: 58° 44′ N, 22° 38′ O
Harju ist ein Dorf (estnisch küla) in der Landgemeinde Hiiumaa (bis 2017: Landgemeinde Emmaste). Es liegt auf der zweitgrößten estnischen Insel Hiiumaa (deutsch Dagö), nahe der Ostseeküste.

## Beschreibung und Sehenswürdigkeiten
Harju (deutsch Harjo) hat heute 73 Einwohner (Stand 31. Dezember 2011). Es liegt 4 Kilometer vom Dorf Emmaste entfernt.
Sehenswert sind die beiden historischen Bockwindmühlen im Ort. Sie stehen unter Denkmalschutz. Die Mühle von Harju-Rätsepa wurde 1892 erbaut, die Mühle von Nõmme 1781.